# العلاقات البوتانية البيروية
العلاقات البوتانية البيروفية هي العلاقات الثنائية التي تجمع بين بوتان وبيرو.

## مقارنة بين البلدين
هذه مقارنة عامة ومرجعية للدولتين:
| وجه المقارنة                                              | بوتان          | بيرو                                   |
| --------------------------------------------------------- | -------------- | -------------------------------------- |
| المساحة (كم2)                                             | 38.39 ألف      | 1.29 مليون                             |
| عدد السكان (نسمة)                                         | 807.61 ألف     | 32.16 مليون                            |
| الكثافة السكانية (ن./كم²)                                 | 21.04          | 24.93                                  |
| العاصمة                                                   | تيمفو          | ليما                                   |
| اللغة الرسمية                                             | لغة دزونكا     | اللغة الإسبانية، اللغة الأيمرية، كتشوا |
| العملة                                                    | نغولترم بوتاني | سول بيروفي جديد                        |
| الناتج المحلي الإجمالي (بليون دولار)                      | 2.51 مليار     | 211.39 مليار                           |
| الناتج المحلي الإجمالي (تعادل القوة الشرائية) بليون دولار | 6.49 مليار     | 393.13 مليار                           |
| الناتج المحلي الإجمالي الاسمي للفرد دولار أمريكي          | 2.66 ألف       | 6.03 ألف                               |
| الناتج المحلي الإجمالي للفرد دولار أمريكي                 | 7.82 ألف       | 11.99 ألف                              |
| مؤشر التنمية البشرية                                      | 0.605          | 0.740                                  |
| رمز المكالمات الدولي                                      | +975           | +51                                    |
| رمز الإنترنت                                              | .bt            | .pe                                    |
| المنطقة الزمنية                                           | ت ع م+06:00    | توقيت بيرو، 00                         |

## منظمات دولية مشتركة
يشترك البلدان في عضوية مجموعة من المنظمات الدولية، منها:
| علم المنظمة | اسم المنظمة                        | تاريخ انضمام بوتان | تاريخ انضمام بيرو |
| ----------- | ---------------------------------- | ------------------ | ----------------- |
|             | وكالة ضمان الاستثمار متعدد الأطراف | 21 أكتوبر 2014     | 2 ديسمبر 1991     |
|             | منظمة الشرطة الجنائية الدولية      | ?                  | ?                 |
|             | منظمة حظر الأسلحة الكيميائية       | ?                  | ?                 |
|             | الأمم المتحدة                      | 21 سبتمبر 1971     | 31 أكتوبر 1945    |
|             | مؤسسة التمويل الدولية              | 1 ديسمبر 2003      | 20 يوليو 1956     |
|             | يونسكو                             | 13 أبريل 1982      | 21 نوفمبر 1946    |
|             | مؤسسة التنمية الدولية              | 28 سبتمبر 1981     | 30 أغسطس 1961     |
|             | البنك الدولي للإنشاء والتعمير      | 28 سبتمبر 1981     | 31 ديسمبر 1945    |
|             | الاتحاد البريدي العالمي            | ?                  | ?                 |
|             | الاتحاد الدولي للاتصالات           | 15 سبتمبر 1988     | 12 يوليو 1915     |

## وصلات خارجية
- موقع وزارة الخارجية البوتانية
- موقع وزارة الخارجية البيروفية